# Saint-Germier (Tarn)
Saint-Germier település Franciaországban, Tarn megyében. Lakosainak száma 156 fő (2022. január 1.). Saint-Germier Castres, Laboulbène, Montfa, Montpinier, Roquecourbe és Saint-Jean-de-Vals községekkel határos.

## Népesség
A település népessége az elmúlt években az alábbi módon változott:
| Lakosok száma | 144  | 164  | 173  | 160  | 153  | 145  | 147  | 157  | 156  |
|               | 2013 | 2015 | 2016 | 2017 | 2018 | 2019 | 2020 | 2021 | 2022 |